# Liburd Henry
Liburd Algernon Henry (n. en Roseau, Dominica, el 29 de agosto de 1967) fue un futbolista profesional dominiqués. Jugó para los siguientes equipos: Halifax Town F.C., Watford F.C., Maidstone United F.C., Gillingham F.C. y Peterborough United F.C. entre 1988 y 1995.